# Kaloune
Kaloune  est une auteure-compositrice-interprète, comédienne, conteuse et poétesse, née en 1985 à La Réunion et originaire de Bras-Panon.

## Biographie
Kaloune, de son vrai nom Judith Profil, a gardé son surnom d'enfance pour son identité artistique. Enfant, elle a été bercée par les servis kabaré, au son du maloya de Granmoun Lélé, Danyèl Waro ou du Rwa Kaf.
Après un master de Droit en relations internationales, des études de littérature en Angleterre, elle travaille en 2008 en Zambie comme volontaire du progrès et en profite pour voyager dans les pays voisins. Elle est un temps professeur de Français à Mayotte.

## Carrière artistique
De retour à La Réunion, elle s'oriente vers une carrière artistique.
En littérature, elle a écrit deux recueils de poèmes publiés aux éditions K'a : Séga Bonyé Galé (2010) et Kayé la sirèn ou le rêve de Fanja (2015), en hommage à sa mère.
Du côté du théâtre, elle joue avec la Compagnie de Lolita Monga dans Notre dame d'Haïti (2016-17) et dans La fugue, présentée au Festival d'Avignon en 2018.
En musique, elle crée en 2014 au Théâtre les Bambous son premier spectacle, La Fée Nwar, inspiré de son recueil de poésie Séga Bonyé Galé. Elle fait les premières parties d'artistes en tournée à la Réunion, Tchéky Karyo, Dick Annegarn, Awa, Oumou Sangaré, Sandra Nkaké. Au festival Sakifo en 2016, elle est classée "Découverte péi". Puis en 2017, elle est lauréate du prix Musiques de l'océan Indien, ce qui lui permet de partir en tournée dans la zone indianocéanique et de bénéficier d'accompagnements en vue d'une professionnalisation,. Elle reçoit aussi le prix Voix de l'océan Indien 2017, catégorie Espoir 2017. Elle chante aux Francofolies de la Réunion en 2018. Artiste associée au Kabardock, elle participe à des projets avec le public scolaire.
Kaloune chante et déclame en créole réunionnais, joue de la mbira et est accompagnée du musicien Jako Maron pour la partie musique électronique. Ses textes poétiques évoquent les femmes réunionnaises, l'identité créole, la spiritualité.